# Championnat de Pologne de football 1922
Navigation
Édition précédente Édition suivante
La saison 1922 du championnat de Pologne est la deuxième saison de l'histoire de la compétition. Cette édition a été remportée par le Pogoń Lvov, devant le Warta Poznań.

## Les clubs participants
| Club             | Ville    |
| ---------------- | -------- |
| KS Cracovia      | Cracovie |
| LKS Łódź         | Lódź     |
| Pogoń Lvov       | Lvov     |
| Polonia Varsovie | Varsovie |
| Ruch Hajduki     | Chorzów  |
| Smigły Wilno     | Wilno    |
| Warta Poznań     | Poznań   |
| WKS Lublin       | Lublin   |

## Compétition

### Classements

#### Groupe Nord
| Rang | Équipe           | Pts | J | G | N | P | Bp | Bc | Diff |
| ---- | ---------------- | --- | - | - | - | - | -- | -- | ---- |
| 1    | Warta Poznań     | 12  | 6 | 6 | 0 | 0 | 33 | 6  | +27  |
| 2    | ŁKS Łódź         | 6   | 6 | 3 | 0 | 3 | 17 | 9  | +8   |
| 3    | Polonia Varsovie | 4   | 6 | 2 | 0 | 4 | 13 | 14 | -1   |
| 4    | Śmigły Wilno     | 2   | 6 | 1 | 0 | 5 | 9  | 33 | -24  |

|  | Qualifié pour la finale |

#### Groupe Sud
| Rang | Équipe       | Pts | J | G | N | P | Bp | Bc | Diff |
| ---- | ------------ | --- | - | - | - | - | -- | -- | ---- |
| 1    | Pogoń Lvov   | 10  | 6 | 5 | 0 | 1 | 37 | 8  | +29  |
| 2    | KS Cracovia  | 10  | 6 | 5 | 0 | 1 | 34 | 7  | +27  |
| 3    | WKS Lublin   | 2   | 6 | 1 | 0 | 5 | 6  | 32 | -26  |
| 4    | Ruch Hajduki | 2   | 6 | 1 | 0 | 5 | 8  | 38 | -30  |

|  | Qualifié pour la finale |

### Finale
|  | Finale       |   |   |
|  |              |   |   |
|  |              |   |   |
|  |              |   |   |
|  | Warta Poznań | 1 | 3 |
|  | Warta Poznań | 1 | 3 |
|  | Pogoń Lvov   | 1 | 4 |
|  | Pogoń Lvov   | 1 | 4 |

## Meilleurs buteurs
| # | Joueur                    | Équipe       | Buts |
| - | ------------------------- | ------------ | ---- |
| 1 | Wacław Kuchar             | Pogoń Lvov   | 21   |
| 2 | Mieczysław Batsch         | Pogoń Lvov   | 14   |
| 3 | Wawrzyniec Staliński (pl) | Warta Poznań | 12   |